# Neoregelia burlemarxii
Neoregelia burlemarxii là một loài thực vật có hoa trong họ Bromeliaceae. Loài này được Read mô tả khoa học đầu tiên năm 1996.